# Усть-Ортон
Усть-Ортон — упразднённый посёлок в Таштагольском районе Кемеровской области. На момент упразднения входил в состав Усть-Анзасского сельского совета. Исключён из учётных данных в 2000 году.

## География
Посёлок на правом берегу реки Мрассу в 2 км ниже впадения в нее реки Ортон, на расстоянии приблизительно 19 км по прямой к северо-западу от посёлка Усть-Анзас.

## История
Законом Кемеровской области от 25 октября 2000 года № 708 посёлок исключен из учётных данных.

## Население
| 1970 | 1979 | 1989 |
| ---- | ---- | ---- |
| 44   | ↘29  | ↗32  |